# Giacinto Mondaini
Giacinto Mondaini, detto Giaci (Milano, 6 luglio 1903 – Chienes (BZ), 11 agosto 1979), è stato un pittore, disegnatore, illustratore, umorista e sceneggiatore italiano.
Sposato con Giuseppina "Josephine" Lombardini (1900-1985) da cui si è separato subito dopo la seconda guerra mondiale, era il padre di Sandra Mondaini e il suocero di Raimondo Vianello.

## Biografia
La sua carriera inizia negli anni trenta sulla rivista umoristica Il Bertoldo assieme all'amico Giovannino Guareschi, messa più di una volta a dura prova dal regime fascista. Nel frattempo crea opere per francobolli, cartelloni pubblicitari, riviste e fumetti dell'epoca. La figlia Sandra, fin da bambina, è spesso sua modella. È sceneggiatore per il film del 1935 Darò un milione. Dopo gli anni cinquanta produce per sé quadri e vignette.